# Horton (Staffordshire)
Horton es una parroquia civil y un pueblo del distrito de Staffordshire Moorlands, en el condado de Staffordshire (Inglaterra).

## Geografía
Según la Oficina Nacional de Estadística británica, Horton tiene una superficie de 21,63 km².

## Demografía
Según el censo de 2001, Horton tenía 778 habitantes (50,64% varones, 49,36% mujeres) y una densidad de población de 35,97 hab/km². El 17,48% eran menores de 16 años, el 74,42% tenían entre 16 y 74 y el 8,1% eran mayores de 74. La media de edad era de 43,52 años. Del total de habitantes con 16 o más años, el 19,47% estaban solteros, el 66,36% casados y el 14,17% divorciados o viudos.
El 97,43% de los habitantes eran originarios del Reino Unido. El resto de países europeos englobaban al 1,03% de la población, mientras que el 1,54% había nacido en cualquier otro lugar. Según su grupo étnico, todos los habitantes eran blancos. El cristianismo era profesado por el 85,9% y cualquier otra religión, salvo el budismo, el hinduismo, el judaísmo, el islam y el sijismo, por el 0,38%. El 7,95% no eran religiosos y el 5,77% no marcaron ninguna opción en el censo.
380 habitantes eran económicamente activos, 370 de ellos (97,37%) empleados y 10 (2,63%) desempleados. Había 279 hogares con residentes, 11 vacíos y 16 eran alojamientos vacacionales o segundas residencias.